# Tombougou (Mali)
Pour les articles homonymes, voir Tombougou.
Tombougou est une localité du Mali, au nord-est de la capitale Bamako. Elle appartient à la région de Koulikoro.